# Grigny (Métropole de Lyon)
Grigny is een gemeente in de Franse Métropole de Lyon (regio Auvergne-Rhône-Alpes). De gemeente maakt deel uit van het arrondissement Lyon. Grigny telde op 1 januari 2022 9.941 inwoners.

## Geografie
De oppervlakte van Grigny bedroeg op 1 januari 2022 5,75 vierkante kilometer; de bevolkingsdichtheid was toen 1.728,9 inwoners per km². De plaats ligt op de linkeroever van de Rhône. In de gemeente ligt spoorwegstation Grigny-le-Sablon.

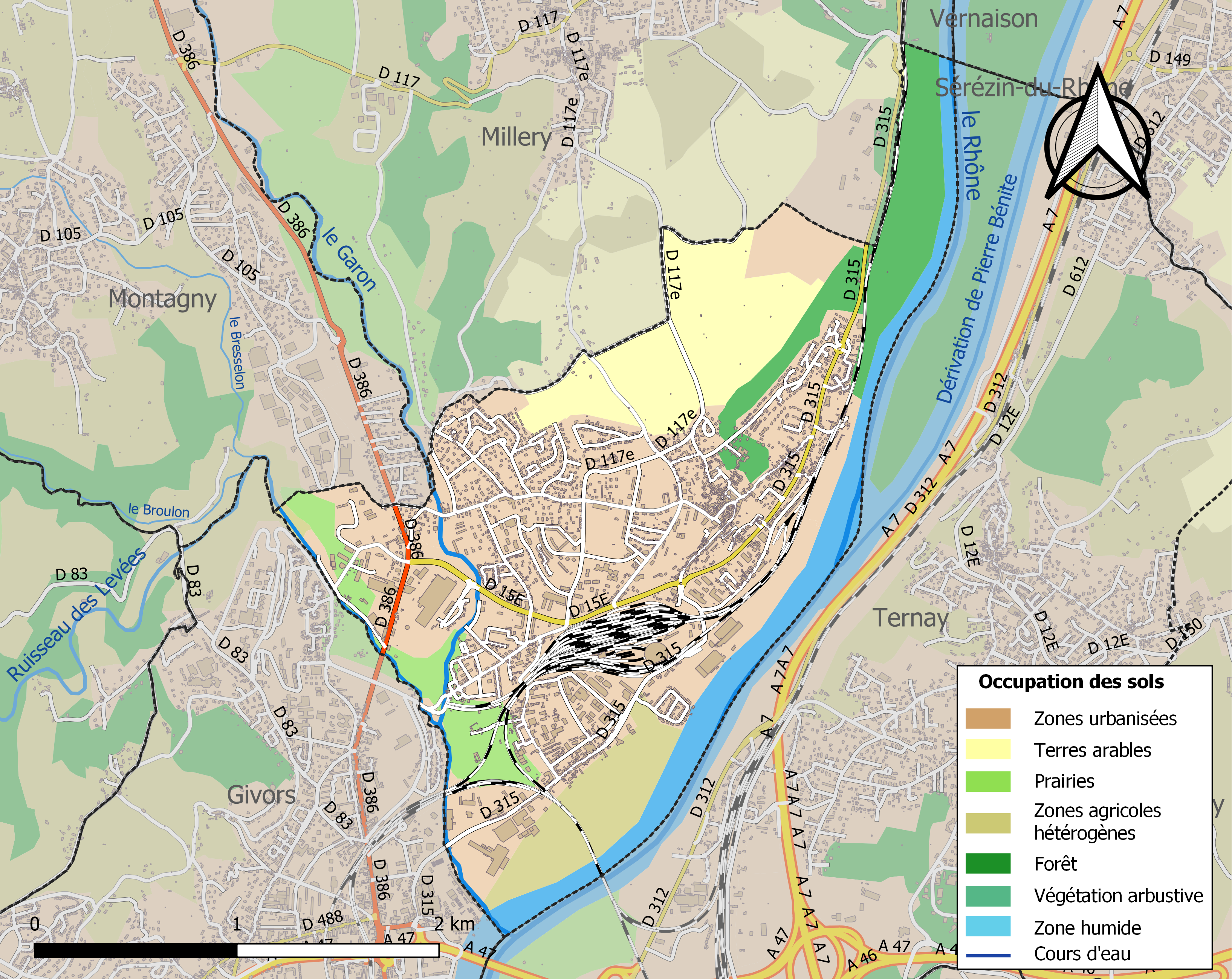
Kaart van de gemeente met de belangrijkste infrastructuur, bodemgebruik en omliggende gemeenten

## Demografie
Onderstaande figuur toont het verloop van het inwonertal (bron: INSEE-tellingen).